# Кубок Европы по спортивной ходьбе 2019
Кубок Европы по спортивной ходьбе 2019 года прошёл 19 мая в городе Алитус (Литва). Сильнейших выявляли взрослые спортсмены и юниоры до 20 лет (2000 года рождения и моложе). Были разыграны 12 комплектов медалей (по 6 в личном и командном зачёте).
В 2019 году в программу Кубка Европы по ходьбе впервые была включена дистанция 50 км среди женщин. Дебют этой дисциплины в программе официальных стартов состоялся в 2017 году на чемпионате мира.
Каждая команда могла выставить до четырёх спортсменов в каждый из взрослых заходов и до трёх — в юниорских соревнованиях. Лучшие сборные в командном зачёте определялись по сумме мест трёх лучших спортсменов среди взрослых и двух лучших — среди юниоров.

## Расписание
| Дата        | Время | Забег                       |
| ----------- | ----- | --------------------------- |
| 19 мая 2019 | 08:00 | 50 км мужчины 50 км женщины |
| 19 мая 2019 | 09:00 | 10 км юниорки               |
| 19 мая 2019 | 10:30 | 10 км юниоры                |
| 19 мая 2019 | 14:30 | 20 км мужчины               |
| 19 мая 2019 | 16:30 | 20 км женщины               |

Время местное (UTC+3:00)

## Призёры
Курсивом выделены участники, чей результат не пошёл в зачёт команды

### Мужчины и юниоры
| Дисциплина             | Золото                                                                                | Золото     | Серебро                                                                             | Серебро  | Бронза                                                                | Бронза   |
| ---------------------- | ------------------------------------------------------------------------------------- | ---------- | ----------------------------------------------------------------------------------- | -------- | --------------------------------------------------------------------- | -------- |
| 20 км                  | Персеус Карлстрём Швеция                                                              | 1:19.54    | Василий Мизинов Нейтральный атлет                                                   | 1:20.18  | Диего Гарсия Испания                                                  | 1:20.23  |
| 20 км (команды)        | Испания · Диего Гарсия · Альваро Мартин · Мигель Анхель Лопес · Луис Альберто Амескуа | 14 очков   | Великобритания · Томас Босуорт · Каллум Уилкинсон · Кэмерон Корбишли · Доминик Кинг | 38 очков | Украина · Иван Лосев · Эдуард Забуженко · Виктор Шумик · Олег Свистун | 38 очков |
| 50 км                  | Йоанн Динис Франция                                                                   | 3:37.43 CR | Дмитрий Дюбин Беларусь                                                              | 3:45.51  | Жуан Виейра Португалия                                                | 3:46.38  |
| 50 км (команды)        | Украина · Иван Банзерук · Валерий Литанюк · Сергей Будза · Дмитрий Собчук             | 26 очков   | Испания · Хосе Игнасио Диас · Хесус Анхель Гарсия · Марк Тур · Бенхамин Санчес      | 43 очка  | Беларусь · Дмитрий Дюбин · Александр Ляхович · Владимир Колесник      | 49 очков |
| Юниоры 10 км           | Риккардо Орсони Италия                                                                | 42.43      | Педро Конеса Испания                                                                | 43.18    | Лукаш Недзялек Польша                                                 | 43.28    |
| Юниоры 10 км (команды) | Италия · Риккардо Орсони · Альдо Андреи · Габриэле Гамба                              | 7 очков    | Испания · Педро Конеса · Элой Орнеро · Хосе Местре                                  | 11 очков | Турция · Сельман Ильхан · Мустафа Текдаль · Озгюр Топсакал            | 23 очка  |

### Женщины и юниорки
| Дисциплина              | Золото                                                                            | Золото        | Серебро                                                                                  | Серебро    | Бронза                                                                                    | Бронза   |
| ----------------------- | --------------------------------------------------------------------------------- | ------------- | ---------------------------------------------------------------------------------------- | ---------- | ----------------------------------------------------------------------------------------- | -------- |
| 20 км                   | Живиле Вайцюкевичюте Литва                                                        | 1:29.48       | Лаура Гарсия-Каро Испания                                                                | 1:29.55    | Ракель Гонсалес Испания                                                                   | 1:30.17  |
| 20 км (команды)         | Испания · Лаура Гарсия-Каро · Ракель Гонсалес · Мария Перес · Лидия Санчес-Пуэбла | 16 очков      | Италия · Элеонора Доминичи · Валентина Траплетти · Николь Коломби · Антонелла Пальмизано | 27 очков   | Беларусь · Дарья Полуэктова · Виктория Рощупкина · Анастасия Раровская                    | 33 очка  |
| 50 км                   | Элеонора Джорджи Италия                                                           | 4:04.50 ER CR | Юлия Такач Испания                                                                       | 4:05.46 NR | Инеш Энрикеш Португалия                                                                   | 4:13.57  |
| 50 км (команды)         | Украина · Валентина Мирончук · Елена Собчук · Кристина Юдкина · Людмила Шелест    | 18 очков      | Испания · Юлия Такач · Айноа Пинедо · Мар Хуарес · Мария Лариос                          | 21 очко    | Италия · Элеонора Джорджи · Мариявиттория Беккетти · Федерика Курьяцци · Беатриче Форести | 27 очков |
| Юниорки 10 км           | Мерьем Бекмез Турция                                                              | 45.37         | Эвин Демир Турция                                                                        | 46.49      | Полин Сте Франция                                                                         | 47.53    |
| Юниорки 10 км (команды) | Турция · Мерьем Бекмез · Эвин Демир · Кадер Дост                                  | 3 очка        | Франция · Полин Сте · Камиль Мутар · Маэль Террек                                        | 11 очков   | Испания · Мариона Гарсия · Мирея Уррутия · Хемма Мора                                     | 16 очков |